# Carica Gao (dinastija Sung)
Carica Gao (Mencheng, 1032. – 1093.) bila je kineska carica tijekom dinastije Sung te supruga cara Yingzonga od Sunga. Njezina je teta po majci bila carica Cao. Gao je bila glavna žena cara Yingzonga, kojem je rodila sina, cara Shenzonga od Sunga. 
Gao je postala „carica supruga” 1063. Nakon suprugove smrti, bila je „carica udovica”, a tijekom vladavine svog unuka, cara Zhezonga, postala je regentica. Smatrana je veoma inteligentnom i sposobnom osobom. Dala je udati gospu Meng za Zhezonga. Ipak, kad joj je unuk postao punoljetan, u dobi od 17 godina, Gao se nije htjela povući te je vladala s njim do svoje smrti.